# Sân bay Paoua
Sân bay Paoua (ICAO: FEFP) là một sân bay ở Paoua, Cộng hòa Trung Phi.